# Loge L'Amitié sans Fin
Loge L'Amitié sans Fin is een vrijmetselaarsloge in de stad Terneuzen (provincie Zeeland) welke is opgericht in 1967. Loge 'L'Amitié sans Fin' is een vereniging van leden van de Orde van Vrijmetselaren onder het Grootoosten der Nederlanden, die - op grond van een haar door die Orde verleende constitutiebrief - zelfstandig werkt in Terneuzen. Het is de derde loge onder deze naam, die letterlijk 'de vriendschap zonder einde' betekent, wat een verwijzing is naar het blijvend voortbestaan van de broederschap binnen de vrijmetselarij.
De loge kent vandaag de dag (anno 2024) ruim dertig leden, veelal uit Zeeuws-Vlaanderen maar ook uit België. De leden komen daarbij uit alle geledingen van de maatschappij. Wekelijks is er op woensdag een logebijeenkomst, waarbij er doorgaans een Open loge is - een rituele bijeenkomst waarbij de aanwezigen formeel gekleed zijn en maçonnieke attributen als schootsvel en handschoenen dragen -  of een comparitie. Bij dit laatste type bijeenkomst wordt een inleiding gegeven over een filosofisch, spiritueel of anderszins interessant onderwerp (in vrijmetselaarsjargon: er wordt een bouwstuk opgeleverd), wat daarna besproken wordt.
De loge onderhoudt goede betrekkingen met de omringende loges, in Nederland maar zeker ook in Vlaanderen. Vanuit de geografische ligging en historie zijn er banden met loges in onder meer Gent, Antwerpen en Brugge.

## Kenmerken
Het rangnummer van de loge is 243 (tweehonderd drieënveertig). De onderscheidingskleuren van de loge zijn zilver en blauw, zoals ook van de eerdere loges onder de naam 'L'Amitié sans Fin'
Het zegel van de loge is cirkelvormig, aan de buitenste rand staat de logenaam en vestigingsplaats met daartussen een tweetal acaciatakken, in de vrijmetselarij een symbool voor de onsterfelijkheid van de menselijke ziel. In de binnenkant een zogeheten ourobouros, symbool voor de cyclische aard van de natuur. In het midden een vlammende ster, daar weer binnen passer en winkelhaak en het symbool van yin en yang. Dit laatste is opmerkelijk in de zin dat dit geen gebruikelijk symbool is in de vrijmetselarij, maar stamt uit het taoïsme, een mystieke stroming uit China. Het staat voor het samengaan van tegengestelde krachten in de natuur, zoals licht en donker; in de vrijmetselarij is de zwart-wit geblokte vloer van de tempel een verwijzing naar de dualiteit in het menselijk leven.

## Het logegebouw
Het logegebouw van loge 'L'Amitié sans Fin' bevindt zich in de buurtschap Spui op nr. 23. Het pand dateert uit de jaren '20 van de twintigste eeuw en is een gemeentelijk monument. Het was oorspronkelijk een verenigingsgebouw wat in 1941 werd omgebouwd tot een gereformeerde kerk. Naast het logegebouw staat de witte beltmolen 'Eben Haezer' uit 1807. 
Het gebouw is in 1974 aangekocht door de speciaal hiervoor opgerichte stichting 'Logegebouw Zeeuws-Vlaanderen', met steun van de Stichting Maçonniek Bouwfonds. Na een grondige verbouwing - grotendeels in eigen beheer - onder leiding van architect H. Starck is het gebouw op 10 januari 1975 officieel ingewijd als logegebouw. De stichting 'Logegebouw Zeeuws Vlaanderen' zorgt nog steeds voor onderhoud en beheer en verhuurt het gebouw aan loge 'L'Amitié sans Fin' en andere partijen. 
Op de benedenverdieping is een ruimte voor comparities die ook als eetzaal gebruikt wordt, een bibliotheek/bestuurskamer, een keuken en de bar (in vrijmetselaarsjargon: de zevende graad). De gewezen kerkruimte op de eerste verdieping is nu de grote tempel (in vrijmetselaarsjargon: de werkplaats) geworden die gebruikt wordt voor rituele bijeenkomsten. Het kerkorgel is niet meer aanwezig, er staat nog slechts een façade van orgelpijpen. De zetels van de Voorzittend Meester (in vrijmetselaarsjargon: de troon) en die van de beide Opzieners (ceremoniële functionarissen) in de grote tempel zijn afkomstig uit een Engelse loge. Op de tweede verdieping is nog een tweede, kleinere tempel welke gebruikt werd bij speciale gelegenheden maar nu buiten gebruik is gesteld.

## Vervolgpaden en andere activiteiten
Het logegebouw in Spui wordt niet alleen gebruikt door 'L'Amitié sans Fin' maar ook voor bijeenkomsten van diverse vervolgpaden - ook wel hogere graden genoemd - binnen de Nederlandse vrijmetselarij. Dit betreft:
- Het kapittel 'Het Zuiderkruis' nr. 32 van de Orde van Vrijmetselaren onder het Hoofdkapittel der Hoge Graden in Nederland[1].
- Het kapittel 'Relation' nr. 22 van de Orde van het Heilig Koninklijk Gewelf in Nederland[2]. Dit kapittel heeft eerder ook gewerkt in Goes en Vlissingen.
- De Merkmeesterloge 'Libanon' nr. 1488[3]. Bij deze Merkmeesterloge hoort een loge van de Royal Ark Mariners (RAM) met dezelfde naam en hetzelfde rangnummer. Beide vallen onder de District Grootloge van Merkmeesters in Nederland.
- Het conclaaf 'Flandria' nr. 407 van de 'Order of the Red Cross of Constantine'[4].
- De preceptorijen 'St. Bernard de Clairvaux' nr. 3 en  'Saint Jean d'Acre' nr. 13, die vallen onder de Grootpriorij van Nederland van de Orden van de Tempel ('Knights Templar')[5]. De bijeenkomsten van 'Saint Jean d'Acre' zijn Franstalig.
- Het tabernakel 'Horeb' nr. 138 dat deel uitmaakt van District 29 'The Netherlands' van het 'Grand College of The Holy Royal Arch Knight Templar Priests and Order of Holy Wisdom' (Engelstalig)[6].

Daarnaast wordt het gebouw ook gebruikt door loge 'Emergo' nr. 1805, die onderdeel is van 'Le Droit Humain', een orde binnen de gemengde vrijmetselarij.

## Geschiedenis van de Vrijmetselarij in Zeeuws-Vlaanderen

### Het begin

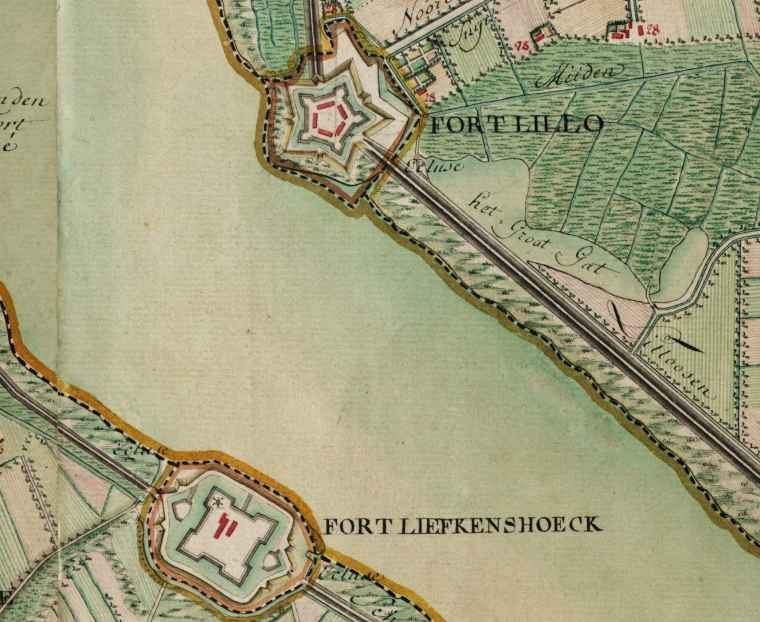
Fort Liefkenshoek en fort Lillo, kaart van Ferraris, 1775

De eerste activiteiten rondom vrijmetselarij in Zeeuws-Vlaanderen (en in Zeeland) vonden plaats halverwege de achttiende eeuw. Zeeuws-Vlaanderen was toen als Staats-Vlaanderen een van de zogeheten generaliteitslanden van de Republiek der Zeven Verenigde Nederlanden. De forten Lillo en Liefkenshoek aan de oevers van de Westerschelde vormden hierbij voorposten van de Republiek. Tijdens de Oostenrijkse successieoorlog (1740-1748) werden in 1747 beide forten door de Fransen veroverd. Diverse militairen van het Staatse leger werden na afloop hiervan als krijgsgevangenen geïnterneerd te Dijon, onder hen bevond zich Adolph von Schweinitz (1723-1784), sous-luitenant en adjudant in het regiment van generaal Soute in fort Lillo.  
Hij kwam in krijgsgevangenschap in aanraking met de vrijmetselarij en werd lid van de loge 'D'Harmonie' in Dijon. Samen met enkele andere krijgsgevangenen richtte hij een ambulante (militaire) loge op, met een Franse constitutiebrief. Nadat Adolph von Schweinitz begin 1749 was vrijgelaten uit krijgsgevangenschap werd hij gelegerd in Sluis, een vestingstad met een garnizoen, als onderdeel van de Staats-Spaanse Linies. Samen met enkele andere vrijmetselaars bood hij deze constitutiebrief aan bij de Nederlandse Grootloge der Zeven Verenigde Nederlanden - een voorloper van het huidige Grootoosten der Nederlanden - ter protectie en ratificatie. Grootmeester J.G. baron van Wassenaer ondertekende de constitutiebrief op 21 augustus 1749 en op basis hiervan werd een ambulante (militaire) loge opgericht in Sluis onder de naam 'L'Harmonie', bij het regiment van generaal Swanenbergh. Loge 'L'Harmonie' is echter maar kort actief geweest en is vermoedelijk na enkele jaren alweer opgehouden te bestaan.  
In 1763 werd door 17 vrijmetselaars - waaronder Adolph von Schweinitz - in Lillo een nieuwe loge opgericht met de naam ‘De Eendracht’, die geïnstalleerd werd op 27 juni 1764 en later ook in Hulst werkte. Op 10 december 1767 verzocht deze loge aan de Grootloge om haar naam te mogen wijzigen in ‘L’Harmonie’, wat werd toegestaan. De loge werd op 25 mei 1788 vervallen verklaard. Vrijwel tegelijkertijd – in 1787 – werd in Hulst echter een nieuwe loge opgericht, onder de naam ‘De Phoenix’. Van deze laatste loge is weinig bekend, en in 1804 werd ze weer geschrapt uit de registers van de Orde. Mogelijk was ‘De Phoenix’ een voortzetting van ‘L’Harmonie’ onder een nieuwe naam, de logekleuren (wit en blauw) waren identiek. Aan loge 'De Eendracht' c.q. 'L'Harmonie' was vanaf 1777 ook een zogeheten Schotse loge verbonden, die werkte in de hogere graden volgens de Franse ritus.

### De eerste loge 'L'Amitié sans Fin' (1784 - 1818)
De overgang van de achttiende naar de negentiende eeuw ging gepaard met grote veranderingen. De Republiek der Zeven Verenigde Nederlanden werd ingelijfd door Frankrijk onder leiding van Napoleon Bonaparte en getransformeerd in een vazalstaat, initieel in de vorm van de Bataafse republiek en vanaf 1806 als het Koninkrijk Holland. In 1810 werd het land geannexeerd en volledig onderdeel van het Franse Keizerrijk. Staats-Vlaanderen was overigens al vanaf 1795 als arrondissement de Sas-de-Gand toegevoegd aan Frankrijk.    
Na deze zogeheten Franse Tijd (1794 - 1814) ontstond het Verenigd Koninkrijk der Nederlanden, waarbij de zoon van stadhouder Willem V werd geïnstalleerd als koning Willem I. De tweede zoon van Willem I, prins Frederik, was gedurende 65 jaar (1816 - 1881) grootmeester van de Orde van Vrijmetselaren onder het Grootoosten der Nederlanden.   
In Sluis was in 1782-1783 de ambulante (militaire) loge 'La Concorde' gelegerd, behorende bij het regiment Nationalen (no. 4) van luitenant-generaal Hyacinth graaf d'Envie. Omdat er in Sluis geen gewone loge was, konden burgers hier ook lid van worden. Na het vertrek van 'La Concorde' in 1783 werd door een viertal vrijmetselaars een maçonnieke sociëteit opgericht. In januari 1784 wijdden zij - ondanks dat ze nog geen constitutiebrief hadden - een vijftal leerling vrijmetselaars in. Gezamenlijk verzochten zij op 24 maart 1784 aan de Grootloge om een constitutiebrief voor een nieuw op te richten loge  in Sluis onder de naam 'L'Amitié sans Fin'.    
De oprichters waren: 
- Paulus van Rheenen, voormalig lid van loge 'La Concorde', notaris[9]
- Johannes Moelaert, voormalig lid van loge 'La Concorde', schepen van Sluis[10][11]
- Adriaan van der Colff, voormalig lid van loge 'L'Indissoluble' te Den Haag, commies en eveneens schepen van Sluis[10][11]
- Lambertus van Dijk, voormalig lid van loge 'La Concorde', wijnkoper
- Willem de Vaynes van Brakel, ingewijd in 'L 'Amitié sans Fin', militair met de functie van 'extraordinair ingenieur' (bij de genie)
- Pieter Hennequin, ingewijd in  'L 'Amitié sans Fin', eveneens militair met de functie van 'extraordinair ingenieur'
- Mattheus Hennequin, ingewijd in 'L 'Amitié sans Fin', notaris en eveneens schepen van Sluis[10][11]
- Huybert Voskuyl, ingewijd in  'L 'Amitié sans Fin', militair
- Joan Anthony Exrik, ingewijd in  'L 'Amitié sans Fin', pensionaris

De constitutiebrief werd door de Grootloge - met als grootmeester Carel baron van Boetzelaer - verleend en op 24 juni 1784 werd de nieuwe loge geïnstalleerd. 
Het relatief korte bestaan van de eerste loge onder de naam 'L'Amitié sans Fin' werd gekenmerkt door perioden van inactiviteit en financiële perikelen, wat waarschijnlijk mede veroorzaakt werd door de roerige tijden waarin men verkeerde. Zo werd in 1794, tijdens de verovering van Nederland door de Fransen, Sluis ingenomen na een beleg van drie weken waarbij een groot deel van de stad in puin geschoten werd. Na 1812 waren er vrijwel geen bijeenkomsten meer en in 1818 werd de loge opgeheven of in vrijmetselaarsjargon: de lichten werden gedoofd.  
Het zegel van de eerste loge onder de naam 'L'Amitie sans Fin' was cirkelvormig, met in de buitenrand de logenaam. Centraal staat een vrouwenfiguur welke 'De Vriendschap' symboliseert. Deze figuur is ontleend aan het boek Iconologia van de Italiaanse estheticus Cesare Ripa. Opzij van de figuur staan acaciatakken afgebeeld, symbool van de onsterfelijkheid van de menselijke ziel, samen met de vrouwenfiguur is dit een verwijzing naar de naam van de loge. Links op de voorgrond een passer en een winkelhaak. In de drie linten rondom de figuur staan (in het Latijn) tegenstellingen, die betrekking hebben op verschillende omstandigheden waarin vriendschap belangrijk is. Van boven naar beneden: hiems et aestas (winter en zomer), longe et prope (ver en nabij) en mors et vita (dood en leven).
Door het militaire belang van Sluis kwamen er - naast 'La Concorde' en de eerder genoemde loge 'L'Harmonie' - meerdere ambulante (militaire) loges voorbij in deze periode. Dit waren (in chronologische volgorde)  
- De regimentsloge 'Houston Union Lodge' (1766). De loge behoorde bij het Schotse regiment van generaal-majoor Houston.
- 'Sint Andreas' (1785), opgericht te Sluis. De loge hoorde bij het regiment van majoor Stuart.
- 'Les vrais Bataves' (1789). De loge was in 1789 te Duinkerken gesticht door gevluchte Nederlandse patriotten.
- 'De opgaande Oranjezon' (1795). De loge behoorde bij het regiment Bédaul.
- 'L'Union Militaire' (1798).

### De tweede loge 'L'Amitié sans Fin' (1868 - 1909)

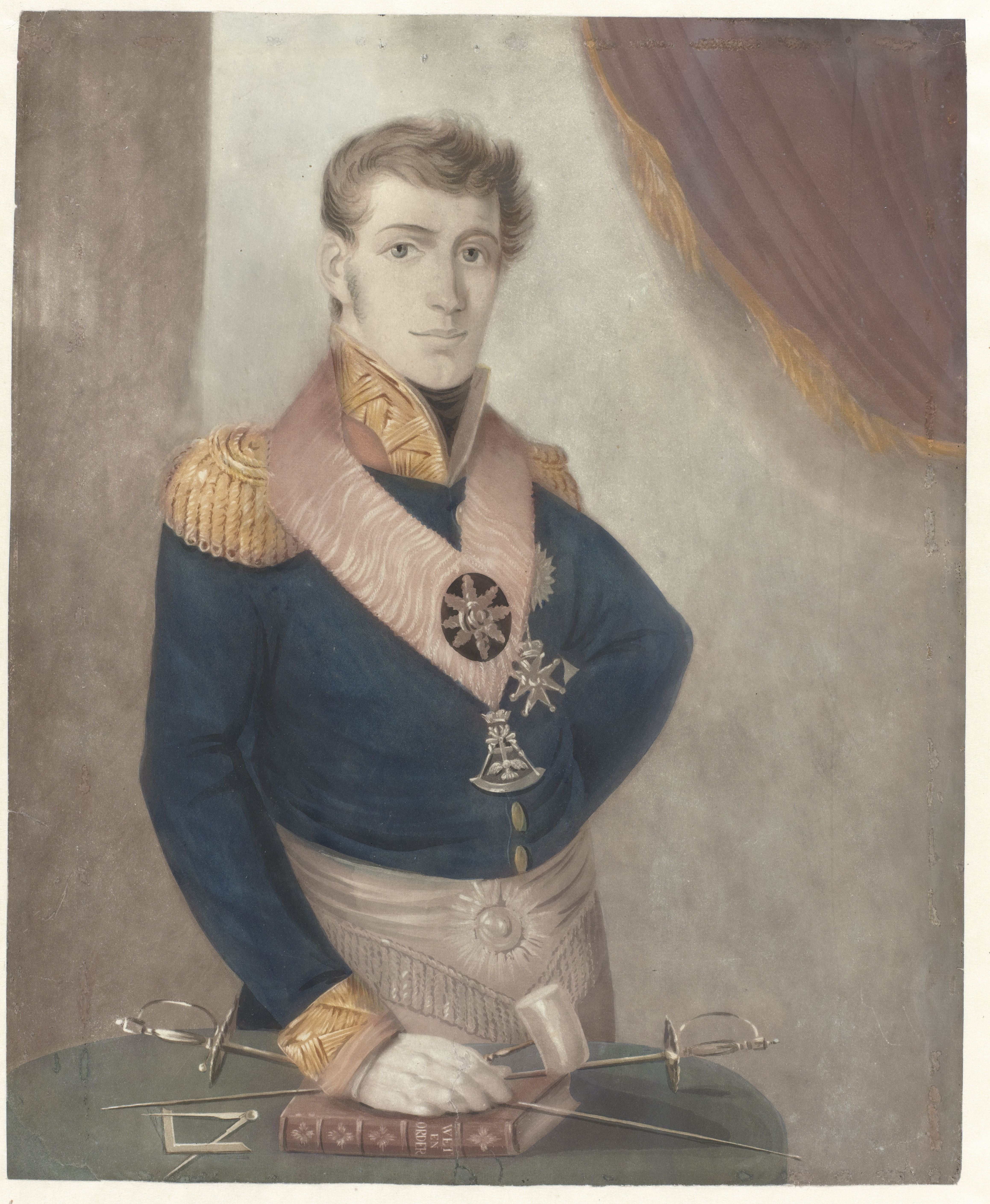
Prins Frederik der Nederlanden als Grootmeester. 1817 (Anoniem, collectie Rijksmuseum)

Bijna vijftig jaar later - Nederland was getransformeerd in een constitutionele monarchie onder Willem III - ontdekte de vrijmetselaar Jannis Lansen Croin, als notaris werkzaam in zijn geboortestad Sluis, dat hier eerder een loge 'L'Amitié sans Fin' had bestaan. Hij wist bij de erfgenamen van de laatste secretaris enkele meubels, regalia en het notulenboek en het kasboek van de loge te achterhalen. Deze laatste twee bevinden zich nog steeds in het archief van het Grootoosten der Nederlanden in den Haag.
Naar aanleiding hiervan verzocht hij samen met een zevental andere vrijmetselaars aan het Grootoosten der Nederlanden om de loge 'L'Amitié sans Fin' opnieuw te mogen oprichten in Sluis. Dit waren Adolphus Elisius Stubbe, Johannes Aegidius Timmerman, Pieter Steenhart, Abraham van Overbeeke, Herman Otto Willem de Bats, Jilles Kooremans Johzn. en Frederik Marie van de Wattijne.  Door het Grootoosten - met als grootmeester Prins Frederik - werd op dit verzoek positief gereageerd en de loge werd opnieuw geïnstalleerd op 26 september 1868. Het aantal leden van de loge groeide gestaag, maar vooral met inwoners van het centrale deel van Zeeuws-Vlaanderen. Hierom werd besloten de zetel van de loge te verplaatsen van Sluis naar Terneuzen, en op 8 oktober 1875 vond de inwijding van het nieuwe logegebouw aan de Schoolstraat in Terneuzen plaats. In 1889 vond nogmaals een verhuizing plaats - binnen Terneuzen - naar de Havenstraat.     
Een bijzondere activiteit van de loge was de oprichting van een zogeheten volksbibliotheek, die in 1889 aanvankelijk bescheiden begon in het logegebouw. Later groeide dit uit tot een echte volksbibliotheek met een eigen bestuur. Ook werd - zonder resultaat - geijverd voor de bouw van een nieuw ziekenhuis.    
Na de eeuwwisseling nam het aantal leden van de loge om onbekende reden echter sterk af, en op 16 oktober 1909 werd de constitutiebrief teruggestuurd naar het Grootoosten en doofde de loge de lichten. Er werd nog wel enige tijd een maçonnieke kring in stand gehouden (een groep vrijmetselaars die regelmatig bij elkaar komt zonder formele status).   
Het zegel van de tweede loge onder de naam 'L'Amitié sans Fin' was cirkelvormig, met in de buitenrand de logenaam en -zetel. Daar binnen aan de bovenkant verschillende maçonnieke symbolen: maatstok, beitel, passer en winkelhaak, twee troffels, hamer en een koevoet. Hieronder een koord met twee zogeheten liefdesknopen, een verwijzing naar de broederschap in de vrijmetselarij. Onderin staat het oprichtingsjaar van de eerste loge onder de naam 'L'Amitié sans Fin' en de oprichtingsdatum van de tweede loge onder deze naam. De jaartallen zijn volgens de maçonnieke jaartelling.  

### De derde loge 'L'Amitié sans Fin' (1967 - heden)
Halverwege de jaren zestig van de twintigste eeuw werd door een aantal vrijmetselaars in Zeeuws-Vlaanderen opnieuw een maçonnieke kring gevormd. Begin 1967 werd vanuit deze kring door D. Benner, J. van den Enden, A. de Hullu, M.C. van Kerkvoort, W.B. van Leeuwen, H.J. van der Linde en G. Ottens een aanvraag ingediend bij het Grootoosten om wederom een loge onder de naam 'L'Amitié sans Fin' op te mogen richten in Terneuzen, de derde loge onder deze naam. Het merendeel van de aanvragers was lid van loge 'L'Astre de l'Oriënt' in Vlissingen.  
Het verzoek werd gehonoreerd en de installatie van de loge vond plaats op 30 september 1967 in hotel-restaurant 'Delta' in Vlissingen, in de toenmalige tempel van 'L'Astre de l'Oriënt'. De eerste jaren werden de rituele bijeenkomsten gehouden in het logegebouw van enkele Vlaamse loges in Gent, de overige bijeenkomsten vonden eerst plaats boven een lunchroom in de Noordstraat in Terneuzen en later in de Opstandingskerk aan de Bellamystraat. In 1975 werd het huidige logegebouw in gebruik genomen.  

## Plaatsen van samenkomst
In onderstaande tabel een overzicht van de plaatsen van samenkomst van de leden van verschillende loges onder de naam 'L'Amitié sans Fin'.
| Periode                            | Gebouw | Locatie |  |
| ---------------------------------- | --- | --- |  |
| De eerste loge 'L'Amitié sans Fin' | | |  |
| 1784-1797                          | Bij de leden thuis                                                                                              | Met name bij de leden van der Colff en Moelaert |  |
| 1797-1818                          | Eigen logegebouw                                                                                                | 'in de nieuwe Kerkstraat', Sluis. Dit pand werd door de loge ook verhuurd voor sociëteitsbijeenkomsten en danspartijen. |  |
| De tweede loge 'L'Amitié sans Fin' | | |  |
| 1868-1875                          | 'huis van de weduwe van de Plassche'                                                                            | Meerminnestraat, Sluis |  |
| 1875-1889                          | Eigen logegebouw Schoolstraat, Terneuzen.                                                                       | Officieel heet deze straat Kandeelstraat maar ze staat in de volksmond ook bekend als Schoolstraat . |  |
| 1889-1909                          | Eigen logegebouw Havenstraat A132, Terneuzen                                                                    | Tegenwoordig Havenstraat 6. Het pand zou volgens de folklore ooit bewoond zijn door kapitein Willem van der Decken en zijn gezin. |  |
| De derde loge 'L'Amitié sans Fin'  | | |  |
| 1967-1975                          | Logegebouw loges 'Le Septentrion', 'De Zwijger', 'La Liberté' en 'Pieter de Zutter' van de Grootloge van België | Koperstraat 5, Gent. Hier werden de rituele bijeenkomsten gehouden, L'Amitié sans Fin stond ook wel bekend als 'de vijfde Gentse loge'. De overige bijeenkomsten waren eerst boven lunchroom van Assche, Noordstraat 5 in Terneuzen, later in de Opstandingskerk aan de Bellamystraat. |  |
| 1975-heden                         | Huidige logegebouw                                                                                              | Spui 23, Terneuzen |  |

## Prominente leden
Enkele prominente leden van de loges onder de naam 'L'Amitié sans Fin'
- Pieter Hennequin (1765-1826)[14], een van de oprichters van de eerste loge onder de naam 'L'Amitié sans Fin'. Als officier werkzaam bij de genie.  Na de Franse tijd was hij in de rang van kolonel directeur van respectievelijk de eerste en de derde directie der fortificatie. In 1823 werd hij benoemd tot ridder IIIe klasse in de Militaire Willems-Orde. Op 24 oktober 1825 werd hij - als directeur van de derde directie der fortificatie in Gent - bevorderd tot generaal-majoor. Vrij kort daarna werd Hennequin gearresteerd, in mei 1826. Hij werd beschuldigd van medeplichtigheid bij malversaties in de vestingbouw. Voordat het Hoog Militair Gerechtshof uitspraak kon doen in deze zaak pleegde hij op 10 mei 1826 zelfmoord.
- J.A. (Joan Anthony) Exrik[15] (1758-1836), eveneens een van de oprichters van de eerste loge onder de naam 'L'Amitié sans Fin'. Hij was initieel pensionaris te Sluis, daarna vervulde hij diverse posities als bestuurder in Den Haag. Tijdens de Franse Tijd was hij kort lid van het Wetgevend Lichaam van het Bataafse Gemenebest (1801-1802) en eerste secretaris van de Nationale Rekenkamer (1802-1809). Hij was secretaris, daarna lid van de Algemene Rekenkamer van 1814 tot aan zijn overlijden in 1836.
- J.C. (Jan Carel) Peeters (1807-1886), de eerste Voorzittend Meester van de tweede loge onder de naam 'L'Amitié sans Fin', was als kapitein van de marechaussee vanaf 1853 gestationeerd in Sas van Gent.  In 1859 werd hij vals beschuldigd van malversaties met gelden van de marechaussee en veroordeeld door de krijgsraad. Na tien maanden in de cel werd hij in hoger beroep echter weer vrijgesproken en volledig in ere hersteld. Hij mocht zijn positie in Sas van Gent weer innemen en tijdens het bezoek van koning Willem III aan Zeeland in mei 1862 werd hem in diens bijzijn een hoge onderscheiding uitgereikt, het officierskruis van de Orde van de Eikenkroon[16]. Hij werd in 1840 ingewijd als vrijmetselaar in loge 'L'Union Royale' in den Haag en verheven tot meester in loge 'De Drie Kolommen' in Rotterdam. Hij wordt ook genoemd als medeoprichter van loge 'La Perséverance' in Maastricht in 1842.

## Voorzittend Meesters
De voorzittershamer van de loge heet in vrijmetselaarsjargon de Moker des Gezags. In deze lijst een overzicht van de Voorzittend Meesters van de loges onder de naam 'L'Amitié sans Fin' tot de jaren tachtig van de twintigste eeuw.  
| Van                                | Tot                              | Voorzittend Meester         |
| ---------------------------------- | -------------------------------- | --------------------------- |
| De eerste loge 'L'Amitié sans Fin' |                                  |                             |
| december 1783                      | juli 1785                        | Adriaen van der Colff       |
| juli 1785                          | mei 1790                         | Mattheus Hennequin          |
| mei 1790                           | mei 1791                         | onbekend                    |
| mei 1791                           | september 1793 (mogelijk langer) | Huibert Voskuil             |
| september 1793                     | augustus 1798                    | onbekend                    |
| augustus 1798                      | juni 1803                        | Paulus van Rheenen          |
| juni 1803                          | juni 1810                        | Willem Hennequin            |
| september 1810                     | ?                                | J.J. Hennequin              |
| De tweede loge 'L'Amitié sans Fin' |                                  |                             |
| september 1868                     | juni 1871                        | J.C. Peeters                |
| juni 1871                          | juni 1881                        | N.J. Krom                   |
| juni 1881                          | maart 1898                       | J.L. van IJsselstejn        |
| april 1898                         | december 1901                    | H.C.E. van IJsselsteijn (*) |
| december 1901                      | juni 1902                        | vacant                      |
| juli 1902                          | oktober 1909                     | M. Eijke                    |
| De derde loge 'L'Amitié sans Fin'  |                                  |                             |
| september 1967                     | 1970                             | J. van den Enden            |
| 1970                               | 1972                             | J. Reuvers                  |
| 1972                               | 1974                             | J. Beijer                   |
| 1974                               | 1975                             | H.J. van der Linde          |
| 1975                               | 1976                             | J. Figee                    |
| 1976                               | 1978                             | B. Boneschansker            |
| 1978                               | 1980                             | J.M. Flipse                 |

(*) H.C.E. van IJsselsteijn was de zoon van J.L. van IJsselsteijn. 
Een complete overzichtslijst van de Voorzittend Meesters van de derde loge onder de naam 'L'Amitié sans Fin' is in het bezit van de loge. In de voorhof van de tempel bevindt zich ook een portrettengalerij hiervan.

## Trivia
Enkele wetenswaardigheden:
- Kort nadat loge 'De Eendracht' in Lillo was opgericht ontstond er een conflict met de plaatselijke protestantse gemeente aldaar. Op 6 januari 1764 ontvingen de logeleden een brief van dominee Josua van Iperen[17] waarin hen de toegang tot de Avondmaalsviering werd ontzegd, op grond van het feit dat zij vrijmetselaar waren. Men ergerde zich binnen de gemeente aan de geheimzinnigheid waarmee de werkzaamheden van de loge gepaard gingen. Na diverse gesprekken met de kerkenraad en bemiddeling van onder meer de raadpensionaris van Zeeland werd alles in oktober 1765 weer bijgelegd.
- In 1985 is onder de Reguliere Grootloge van België de loge 'De Eendraght 1764' met rangnummer 22[18][19] opgericht. Deze nieuwe loge 'De Eendracht' werkte initieel ook in Lillo, maar heeft nu zijn zetel in Antwerpen. De loge beschouwt zich als opvolger van de eerdere loge uit de achttiende eeuw: de toevoeging '1764' aan de naam slaat op het jaar van de installatie van de oorspronkelijk loge en het logezegel is identiek.
- De ambulante loge 'La Concorde' waaruit de eerste loge onder de naam 'L'Amitié sans Fin' is voortgekomen, was een van de zogenaamde 'loges fondatrice': een van de tien loges die in 1756 de Groote Loge der Zeeven Vereenigde Nederlanden hebben opgericht, een voorloper van het huidige Grootoosten.  Loge 'La Concorde' is in diverse Nederlandse steden gelegerd geweest, door haar aanwezigheid zijn ook in Kampen (1770, 'Le Profond Silence') en Den Bosch (1776, 'De Edelmoedigheid') loges ontstaan.
- De familie Hennequin speelde een belangrijke rol in de eerste loge onder naam 'L'Amitié sans Fin', meerdere leden van deze familie waren lid. De familie stamde af van gevluchte hugenoten uit Frankrijk en was in de 18e en 19e eeuw zeer vooraanstaand in Sluis en omstreken. Zo waren zij eigenaar van de buitens 'de Elderschans' en 'de Kruisdijkschans' bij Aardenburg, en is er een familiegraf in de versterking 'de Krabbeschans' - tegenwoordig een natuurgebied - waar diverse familieleden begraven liggen [20][21]. Een van de bekendste leden was Pieter Christiaan Jacobus Hennequin (1852-1912), onder meer lid van de Tweede Kamer (1891-1909).
- In de gevel van het logegebouw in de Havenstraat in Terneuzen, waar de tweede loge onder de naam 'L'Amitié sans Fin' samenkwam, waren gevelstenen met een passer en een winkelhaak en een troffel ingemetseld. Toen de voorgevel van het gebouw jaren later werd gesloopt konden deze gered worden, de gevelsteen met de passer en de winkelhaak bevindt zich in de voorhof van de tempel in het huidige logegebouw. De gevelsteen met de troffel zou zijn ingemetseld in de gevel van een winkelpand aan de Axelsestraat wat eigendom was van een lid van de loge.
- De voordeur en trappen van het logegebouw in Spui worden zelden gebruikt. Daarom is pas bij een renovatie na de eeuwwisseling opgevallen dat er herkenbare kogelgaten in de voorgevel zitten, een herinnering aan de Tweede Wereldoorlog. Een ander interessant detail van het gebouw is dat de wijzerplaat van de klok in de voormalige kerktoren vervangen is door een afbeelding van een passer en een winkelhaak. Het klokmechanisme zelf is verwijderd.

## Appendix
Vrijmetselarij · Beginselen · Geschiedenis · Symbolen · Vrijmetselaarsloge · Ordegrondwet · Obediëntie · Regulariteit en irregulariteit · Ritus · Graden · Grootmeester · Gemengde vrijmetselarij · Para-vrijmetselarij · Antivrijmetselarij · Vrijmetselarij in Nederland · Vrijmetselarij in België · Internationale vrijmetselarij
>>> Meer info op Portaal:Vrijmetselarij <<<